# Arthur Cunliffe
Arthur Cunliffe (Blackrod, 5 febbraio 1909 – Bournemouth, 26 agosto 1986) è stato un calciatore inglese, di ruolo centrocampista.

## Carriera

### Club
Ha sempre giocato nel campionato inglese.

### Nazionale
Ha disputato due incontri con la Nazionale inglese nel 1932.